# Trust (Low)
Trust è il sesto album in studio del gruppo musicale statunitense Low, pubblicato nel 2002.

## Tracce
1. (That's How You Sing) Amazing Grace – 7:13
2. Canada – 3:44
3. Candy Girl – 4:37
4. Time Is the Diamond – 5:30
5. Tonight – 4:05
6. The Lamb – 7:12
7. In the Drugs – 4:25
8. Last Snowstorm of the Year – 2:16
9. John Prine – 7:54
10. Little Argument With Myself – 3:04
11. La La La Song – 3:25
12. Point of Disgust – 3:25
13. Shots and Ladders – 7:51